# Oktay Urkal
Oktay Urkal (ur. 15 stycznia 1970 w Berlinie) – niemiecki bokser kategorii lekkopółśredniej pochodzenia tureckiego. Obecnie zajmuje 10. miejsce w historii na liście Ring magazine.

## Kariera amatorska
W 1996 roku na letnich igrzyskach olimpijskich w Atlancie zdobył srebrny medal.
W 1993 roku w Mistrzostwach Świata w Tampere i w 1995 na Mistrzostwach Świata w Berlinie zdobył brązowe medale.
W 1993 roku w Mistrzostwach Europy w Bursie zdobył srebrny medal a w 1996 roku na Mistrzostwach Europy w Vejle zdobył złoty medal.

## Kariera zawodowa
Podczas swojej kariery zawodowej osiągnął 38 zwycięstw i 4 porażki. walczył o tytuł federacji WBC. Pięciokrotnie stawał do walki o tytuł mistrza świata z Kostyą Tszyu. Ostatnią walkę stoczył 4 marca 2007. Przegrał wówczas przez poddanie w 11 rundzie z Miguelem Cotto.